# Éléonore de Hesse-Rheinfels-Rotenbourg
La princesse Éléonore de Hesse-Rheinfels-Rotenbourg (Éléonore Philippina Christina Sophia; 17 octobre 1712 – 23 mai 1759) est une princesse allemande devenue par mariage duchesse de Palatinat-Sulzbach.

## Biographie
Née au palais de Rotenburg, elle est le septième enfant d'Ernest-Léopold de Hesse-Rheinfels-Rotenbourg et de sa femme, la comtesse Éléonore de Lowenstein-Wertheim-Rochefort. Ses parents étaient cousins germains, tous deux petits-fils de Charles-Ferdinand de Lowenstein-Wertheim-Rochefort. Son père est à la tête de la seule branche catholique de la Maison de Hesse, et il est devenu le landgrave de Hesse-Rheinfels-Rotenbourg en 1725. Elle se rendit à Turin, où sa sœur Polyxène était l'épouse de Charles-Emmanuel III de Sardaigne.
Elle épouse Jean-Christian de Palatinat-Soulzbach à Mannheim, le 21 janvier 1731. Son mari avait déjà été marié à Marie-Henriette de La Tour d'Auvergne, morte en 1728, après un accouchement. Il était cousin germain de son épouse, Éléonore, son père étant le frère de la mère de Marie-Éléonore de Hesse-Rheinfels. En 1732, son mari devient landgrave de Sulzbach. Le mariage est resté sans enfant et elle est devenue veuve en 1733. Cependant, Eléonore était la belle-mère de l'électeur Charles-Théodore de Bavière qui réunit par héritage toutes les possessions des Wittelsbach. Elle a voyagé à Neubourg-sur-le-Danube où elle mourut en 1759. [réf. nécessaire] Elle est la fondatrice du couvent des Visitandines de Sulzbach à qui elle a confié son cœur après sa mort.

## Titulature

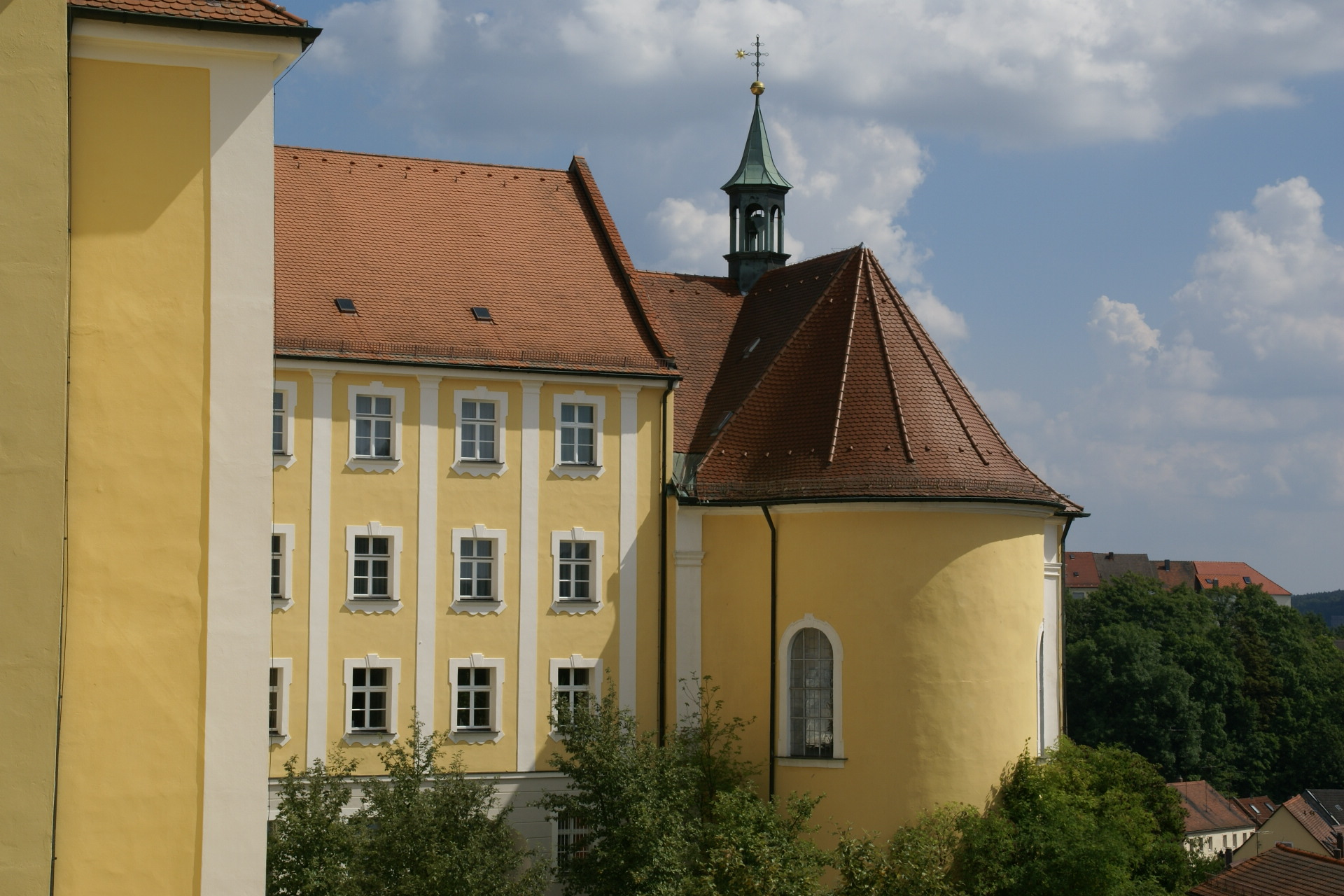
Aperçu du couvent des Visitandines de Sulzbach.

- 17 octobre 1712 – 11 janvier 1731 Princesse Éléonore de Hesse-Rheinfels-Rotenbourg
- 11 janvier 1731 – 11 juillet 1732 Princesse Héréditaire de Soulzbach
- 11 juillet 1732 – 30 juillet 1733, Comtesse Palatine de Soulzbach
- 30 juillet 1733 – 23 mai 1759 Son Altesse Sérénissime la comtesse Palatine douairière de Soulzbach